# Ctenomys juris
Ctenomys juris és una espècie de mamífer rosegador de la família dels ctenòmids. És endèmic del sud-est de la província de Jujuy (Argentina), on viu a una altitud de 500 msnm. Se sap molt poca cosa sobre el seu hàbitat i la seva història natural, en gran part perquè fins ara només se l'ha trobat en una sola localitat. Es desconeix si hi ha cap amenaça significativa per a la supervivència d'aquesta espècie.